# Sirajeddine Chihi
Sirajeddine Chihi (* 16. April 1970 in Hammam-Lif, Tunesien) ist ein ehemaliger tunesischer Fußballspieler.
In seiner Karriere spielte er zumeist bei Espérance Tunis.
Chihi war Spieler der tunesischen Fußballnationalmannschaft und nahm an zwei Fußball-Weltmeisterschaften teil: an der WM 1998 in Frankreich sowie an der WM 2002 in Japan und Südkorea.